# دریاچه اوکاتینا
دریاچه اوکاتینا (به لاتین: Lake Ōkataina) یک دریاچه دهانه آتشفشانی در نیوزیلند است که در Bay of Plenty Region واقع شده‌است.